# Giuseppe Lanza, principe di Trabia
Giuseppe Lanza Branciforte, VIII principe di Trabia (Palermo, 30 ottobre 1780 – Palermo, 2 febbraio 1855), è stato un nobile, politico e archeologo italiano.

## Biografia
Nacque a Palermo il 30 ottobre 1780, da Pietro, VII principe di Trabia (1759-1811), e dalla di lui consorte la nobildonna Marianna Branciforte Valguarnera dei Principi di Scordia, di cui era il primogenito di cinque figli.
La sua educazione venne affidata a due precettori fiorentini, che gli impartirono lezioni di lettere, di filosofia e di religione. Fin da adolescente mostrò una passione per gli studi eruditi, e nel 1797, a soli 17 anni di età, pubblicò un manoscritto sull'Abbazia di San Michele di Campogrosso. Frequentò in seguito l'Accademia degli studi di Palermo dove ebbe come professore di eloquenza Michelangelo Monti, e come professore di economia e agricoltura l'abate Paolo Balsamo. A conclusione degli studi, girò per tutta l'Italia a visitare monumenti e biblioteche, e conobbe personalmente molti intellettuali del tempo, come il poeta Vittorio Alfieri a Firenze.
Nel 1811, alla morte del padre, succedette a questi nei titoli di famiglia di cui nello stesso anno ebbe investitura, assieme a quello di Grande di Spagna. Il Lanza fu parì del Regno di Sicilia (1812 e 1848) e ministro degli Affari Ecclesiastici del Governo Ceva Grimaldi del Regno delle Due Sicilie (1840-48).
Il Principe di Trabia si dedicò principalmente al mecenatismo e acquistò numerosi manoscritti, libri rari, quadri, monete, vasi greci e arabi, gemme, camei antichi e moderni, e molte opere di Michelangelo. Tra i protagonisti della rinascita culturale e civile di Palermo tra la fine del XVIII secolo e gli inizi del XIX, si circondò di valenti intellettuali e scienziati del tempo, quali l'abate Giovanni Meli, l'abate Domenico Scinà, l'abate Francesco Ferrara e l'astronomo Niccolò Cacciatore. Appassionato di numismatica e cultore di storia della Sicilia, compì numerosi viaggi in tutta l'isola ed effettuò scavi archeologici.
Amico di monsignor Giuseppe Gioeni Valguarnera, che nel 1788 aveva fondato il Seminario Nautico di Palermo, questi lo nominò deputato amministratore nel 1811. Il Principe di Trabia fu anche presidente dell'Accademia degli studi di Palermo (1832-35) e del Reale Istituto d'Incoraggiamento arti e manifatture per la Sicilia.
Ammalatosi di apoplessia, morì a Palermo il 2 febbraio 1855, all'età di 74 anni.

### Matrimoni e discendenza
Giuseppe Lanza Branciforte, VIII principe di Trabia, nel 1805 sposò la nobildonna Stefania Branciforte e Branciforte, XIV principessa di Butera (1788-1843), figlia di Niccolò Placido, VI principe di Scordia, ultima erede del casato dei Branciforte che portò in dote i relativi titoli e beni alla famiglia Lanza, che da allora si cognomò Lanza Branciforte. Da detta unione nacquero i seguenti figli:
- Pietro, IX principe di Trabia (1813-1855), che sposò Eleonora Spinelli Caracciolo dei Principi di Scalea, da cui ebbe sei figli;
- Teresa (1819-1843), che fu moglie di Michele Spadafora dei Principi Spadafora;
- Francesco Paolo (1820-?);
- Beatrice (1825-1900), che fu moglie di Lorenzo Mastrogiovanni Tasca Nicolosi dei Principi di Cutò;
- Emanuele, conte di Mazzarino (1827-1876), che sposò Olivia Mantegna Alliata dei Principi di Gangi;
- Niccolò Placido (1835-?).

## Opere[2]
Il Principe di Trabia fu autore di scritti di carattere divulgativo, quali:
- Lettera al professore Scinà sopra una pàtera d'oro esistente nel museo di antichità del Principe di Trabia in Iride. Giornale di Palermo vol. 2, n. 7, p. 27 (1822)
- Lettera sopra un vaso greco-siculo in Giornale di scienze, lettere e arti della Sicilia vol. 3, n. 9, p. 311 (1822)
- Sopra un'antica medaglia inedita di Palermo in Giornale di scienze, lettere e arti della Sicilia vol. 22, n. 64, p. 97 (1822)
- Opuscoli varii di archeologia siciliana., Palermo, Dato (1823)
- Sopra due portulani, lettera del Principe di Trabia al sig. Agostino Gallo, Palermo, Solli (1832)
- Lettera sulla bigamia di Dionisio l'antico tiranno di Siracusa. (1832)
- Notizie sui ruderi di Solunto in Giornale politico e letterario di Palermo n. 49 del 3 dicembre 1840.
- Biografia di Lion. Bartolomeo giureconsulto palermitano morto nel 1450 in Biografie degli uomini illustri di Sicilia